# Хертиоана де Жос (Бакау)
Хертиоана де Жос (рум. Hertioana de Jos) насеље је у Румунији у округу Бакау у општини Трајан. Oпштина се налази на надморској висини од 201 m.

## Становништво
Према подацима из 2002. године у насељу је живело 155 становника, од којих су сви румунске националности.